# Barrage de Maafa
 (avril 2011).
Si vous disposez d'ouvrages ou d'articles de référence ou si vous connaissez des sites web de qualité traitant du thème abordé ici, merci de compléter l'article en donnant les références utiles à sa vérifiabilité et en les liant à la section « Notes et références ».
Le barrage de Maafa est un barrage d'eau édifié en Algérie dans la wilaya de Batna, sa construction a débuté en 2009.

## Situation géographique
Situé dans la commune de Maafa, dans la wilaya de Batna, non loin de la ville d'Aïn Touta dans les Aurès, le barrage a été construit en aval des Gorges de Maafa afin de ne pas nuire à la viabilité de l'Oasis. Le barrage pourra servir aussi de point de pêche selon les autorités locales qui y ont introduit certaines espèces de poisson.

## Description
Débuté en 2009 et déjà quasiment terminé, le Barrage de Maafa été décidé depuis trois ans environ[Quand ?], depuis les fortes pluies que connaît la région, afin de contenir les eaux et maximiser l'utilisation des eaux d'Irf M'Souf et des sources avoisinantes. Celui servirait ainsi à développer dans un premier temps l'Oasis de Maafa mais également à développer l'irrigation des cultures des habitants chaouis de la commune. Le barrage permettrait en outre d'alimenter en eau potable les habitants de la commune.